# ناصر حميد
ناصر حميد (4 أبريل 1969 براولبندي في باكستان - ) هو لاعب كريكت صيني. شارك مع منتخب هونغ كونغ للكريكت.

## وصلات خارجية
- ناصر حميد على موقع إي آس بي آن كريك إنفو (الإنجليزية)